# Ghorak (distrikt)
Ghorak är ett distrikt i Afghanistan. Det ligger i provinsen Kandahar, i den centrala delen av landet, 500 kilometer sydväst om huvudstaden Kabul. Administrativ huvudort är Ghorak.
Distriktet beräknades år 2022 ha cirka 11 000 invånare.